# Ted Turner
III. Robert Edward „Ted” Turner  (Cincinnati, 1938. november 19. –) amerikai médiamágnás. Az üzletember alapította meg a TBS-t és az első 24 órás hírcsatornát, a CNN-t.

## Fiatalkora
Ted Turner Cincinnatiban született meg Florence Rooney és a hirdetőtábla mágnás, II. Robert Edward Turner gyermekeként. Kilencévesen a családjával Savannahba költözött. Turner a The McCallie School fiúiskolába járt. Majd a Brown Egyetemen tanult.

## Magánélete
Turner háromszor házasodott meg és vált el: Judy Nye (1960–1964); Jane Shirley Smith (1965–1988) és Jane Fonda, színésznő (1991–2001). A médiamogulnak öt gyereke van.

## Fordítás
- Ez a szócikk részben vagy egészben  a   Ted Turner című angol Wikipédia-szócikk fordításán alapul.  Az eredeti cikk szerkesztőit annak laptörténete sorolja fel. Ez a jelzés csupán a megfogalmazás eredetét és a szerzői jogokat jelzi, nem szolgál a cikkben szereplő információk forrásmegjelöléseként.